# Viburnum leiocarpum
Viburnum leiocarpum är en desmeknoppsväxtart som beskrevs av Ping Sheng Hsu. Viburnum leiocarpum ingår i släktet olvonsläktet, och familjen desmeknoppsväxter. Inga underarter finns listade i Catalogue of Life.